# Zoran Žigić
Zoran Žigić (cyr. Зоран Жигић; ur. 20 września 1958 w Balte) – bośniacki Serb, zbrodniarz wojenny uznany za winnego popełnienia zbrodni przeciwko ludzkości i za pogwałcenie zwyczajów wojennych podczas służby w, leżących niedaleko miasta Prijedor, obozach Omarska, Trnopolje i Keraterm w czasie wojny w Bośni.
Został zaaresztowany przez siły SFOR 16 kwietnia 1998, następnie postawiony przed Międzynarodowym Trybunałem Karnym dla byłej Jugosławii. Skazany 2 listopada 2001 na 25 lat pozbawienia wolności. Zwolniony 10 listopada 2014. 
Przed wojną pracował jako taksówkarz.